# Zamarada hamulata
Zamarada hamulata là một loài bướm đêm trong họ Geometridae.